# Тіна Десаї
Тіна Десаї (24 лютого 1987) — індійська акторка та модель, яка працює як в індійських, так і в міжнародних проєктах. Вона дебютувала з трилером 2011 року Yeh Faasley, а потім дебютувала за кордоном у 2012 році в комедії-драмі «Найкращий екзотичний готель Marigold». Також відома головною роллю в серіалі Netflix Sense8.

## Раннє життя
Десаї народилася в Бангалорі в сім'ї гуджаратця та матері з телугу. Вона закінчила Національний інститут менеджменту за спеціальністю «Управління бізнесом» за спеціальністю «Фінанси». Вільно володіє п'ятьма мовами — гуджараті, телугу, каннада, англійською та гінді.

## Кар'єра
Десаї почала свою кар'єру як модель, знялася в понад 150 рекламних і друкованих кампаніях. Вона брала участь у конкурсі реаліті-шоу Get Gorgeous, через який їй запропонували контракт з Elite Model India Management.
У 2011 році дебютувала у фільмі Yeh Faasley, а невдовзі після цього дебютувала в Голлівуді у фільмі «Найкращий екзотичний готель Marigold». У 2015 році Десаї замовила два резонансні англомовні проєкти: The Second Best Exotic Marigold Hotel, продовження хіта 2012 року і драму Netflix Sense8 Вачовських і Дж. Майкла Страчинського, в якій вона грає Калу Дандекар.
Вона позувала для календаря Kingfisher Swimsuit Calendar 2012 і знялася у боллівудському бойовику «Таблиця № 21» разом із Раджівом Ханделвалом. Також вона знялася в романтичній пісні «Yeh Kahan Mil Gaye Hum» зі співачкою KK.
У 2016 році вона озвучила персонажку Ашиму у фільмі «Томас і друзі» «Велика гонка», а через два роки, у 2018, озвучила Ашиму в деяких епізодах 22, 23 та 24 сезонів «Томас і друзі». У квітні 2018 року зіграла роль Дженні в короткометражному фільмі «Удачі» для Hotstar, режисера Суджоя Гоша.
У 2021 році Десаї знялася у вебсеріалі Amazon Prime Mumbai Diaries 26/11. Режисером фільму виступив Ніккхіл Адвані та продюсер Emmay Entertainment, а також у головних ролях Мохіт Райна та Конкона Сен Шарма. Потім Десаї з'явилася у кримінальному трилері «Боб Бісвас» режисерки Дії Аннапурни Гош і продюсера Red Chillies Entertainment.

### Веб-серіали
| Рік            | Фільм                    | Роль          | Мову       | Примітки               |
| -------------- | ------------------------ | ------------- | ---------- | ---------------------- |
| 2015–2018 роки | Sense8                   | Кала Дандекар | англійська | Оригінальний вебсеріал |
| 2018 — дотепер | Томас і друзі            | Асіма         | англійська | Голос; 4 епізоди       |
| 2021 рік       | Щоденники Мумбаї — 26/11 | Ананья Гош    | гінді      | Оригінальний вебсеріал |
| 2022 рік       | Криваві брати            | Софі          | гінді      |                        |